# 財務事務次官
財務事務次官（ざいむじむじかん、英: Vice-Minister of Finance）は、日本の国家公務員の官職のひとつ。職業公務員（官僚）が昇進して到達する最高位の官職であり、財務省の事務方の長といわれる。国家予算の編成などを掌握するポストであるため政治家との関係が重視される。

## 歴代の財務事務次官
以下、太平洋戦争前後の大蔵次官、大蔵事務次官、財務事務次官の就任者を記載。長沼弘毅の在任期間中の1949年（昭和24年）6月1日、国家行政組織法の施行に伴い大蔵次官から大蔵事務次官に改称。同様に、武藤敏郎の在任期間中の2001年（平成13年）1月6日、中央省庁再編に伴い大蔵事務次官から財務事務次官に改称。
| 氏名                                 | 前職                                 | 在任期間                                                 | 免官後の主な役職 | 備考（学歴についての記載がない場合は東京帝国大学法科大学、同大学法学部または東京大学法学部卒業） |
| ------------------------------------ | ------------------------------------ | -------------------------------------------------------- | --- | ------------------------------------------------------------------------------------------------ |
| 谷口恒二                             | 主計局長                             | 1941年（昭和16年）07月25日 －1944年（昭和19年）03月24日  | 日本銀行副総裁 | 1945年（昭和20年）05月25日の東京大空襲にて戦災死                                                 |
| 松隈秀雄                             | 主税局長                             | 1944年（昭和19年）03月24日 － 1945年（昭和20年）02月23日 | 日本専売公社総裁 |                                                                                                  |
| 田中豊                               | 主税局長                             | 1945年（昭和20年）02月23日 － 1945年（昭和20年）04月13日 | 日本勧業銀行副総裁 宝酒造社長 |                                                                                                  |
| 山際正道                             | 総務局長                             | 1945年（昭和20年）04月13日 － 1946年（昭和21年）01月30日 | 日本輸出入銀行総裁 日本銀行総裁 | 東京帝国大学経済学部卒業                                                                         |
| 山田義見                             | 印刷局長                             | 1946年（昭和21年）01月30日 － 1947年（昭和22年）02月06日 | 日本勧業銀行会長 会計検査院長 |                                                                                                  |
| 池田勇人                             | 主税局長                             | 1947年（昭和22年）02月06日 － 1948年（昭和23年）03月11日 | 衆議院議員 内閣総理大臣 | 京都帝国大学法学部卒業                                                                           |
| 野田卯一                             | 専売局長官                           | 1948年（昭和23年）03月11日 － 1949年（昭和24年）02月18日 | 日本専売公社副総裁 参議院議員 衆議院議員 経済企画庁長官 |                                                                                                  |
| 長沼弘毅                             | 管理局長                             | 1949年（昭和24年）02月18日 － 1951年（昭和26年）04月20日 | 公正取引委員会委員長 |                                                                                                  |
| 舟山正吉                             | 銀行局長                             | 1951年（昭和26年）04月20日 － 1953年（昭和28年）08月14日 | 中小公庫総裁 |                                                                                                  |
| 河野一之                             | 主計局長                             | 1953年（昭和28年）08月14日 － 1955年（昭和30年）07月19日 | 太陽銀行頭取 太陽神戸銀行会長 |                                                                                                  |
| 平田敬一郎                           | 国税庁長官                           | 1955年（昭和30年）07月19日 － 1957年（昭和32年）05月31日 | 開銀総裁 地域振興整備公団総裁 |                                                                                                  |
| 森永貞一郎                           | 主計局長                             | 1957年（昭和32年）05月31日 － 1959年（昭和34年）06月23日 | 中小公庫総裁 日本輸出入銀行総裁 東京証券取引所理事長 日本銀行総裁 |                                                                                                  |
| 石田正                               | 銀行局長                             | 1959年（昭和34年）06月23日 － 1961年（昭和36年）05月30日 | 国民公庫総裁 日本輸出入銀行総裁 |                                                                                                  |
| 石原周夫                             | 主計局長                             | 1961年（昭和36年）05月30日 － 1963年（昭和38年）04月01日 | 開銀総裁 海外経済協力基金総裁 |                                                                                                  |
| 石野信一                             | 主計局長                             | 1963年（昭和38年）04月01日 － 1965年（昭和40年）04月23日 | 神戸銀行頭取 太陽神戸銀行頭取 |                                                                                                  |
| 佐藤一郎                             | 主計局長                             | 1965年（昭和40年）04月23日 － 1967年（昭和42年）01月10日 | 参議院議員 経済企画庁長官 衆議院議員 |                                                                                                  |
| 谷村裕                               | 主計局長                             | 1967年（昭和42年）01月10日 － 1968年（昭和43年）06月07日 | 公正取引委員会委員長 東京証券取引所理事長 |                                                                                                  |
| 村上孝太郎                           | 主計局長                             | 1968年（昭和43年）06月07日 － 1969年（昭和44年）08月06日 | 参議院議員 |                                                                                                  |
| 澄田智                               | 銀行局長                             | 1969年（昭和44年）08月06日 － 1971年（昭和46年）06月11日 | 日本輸出入銀行総裁 日本銀行総裁 |                                                                                                  |
| 鳩山威一郎                           | 主計局長                             | 1971年（昭和46年）06月11日 － 1972年（昭和47年）06月27日 | 参議院議員 外務大臣 |                                                                                                  |
| 吉國二郎                             | 国税庁長官                           | 1972年（昭和47年）06月27日 － 1973年（昭和48年）06月26日 | 横浜銀行頭取 |                                                                                                  |
| 相澤英之                             | 主計局長                             | 1973年（昭和48年）06月26日 － 1974年（昭和49年）06月26日 | 衆議院議員 経済企画庁長官 |                                                                                                  |
| 高木文雄                             | 主税局長                             | 1974年（昭和49年）06月26日 － 1975年（昭和50年）07月08日 | 弁護士 国鉄総裁 |                                                                                                  |
| 竹内道雄                             | 主計局長                             | 1975年（昭和50年）07月08日 － 1977年（昭和52年）06月10日 | 日本輸出入銀行総裁 東京証券取引所理事長 |                                                                                                  |
| 吉瀬維哉                             | 主計局長                             | 1977年（昭和52年）06月10日 － 1978年（昭和53年）06月17日 | 開銀総裁 |                                                                                                  |
| 大倉真隆                             | 主税局長                             | 1978年（昭和53年）06月17日 － 1979年（昭和54年）07月10日 | 国民公庫総裁 日本輸出入銀行総裁 横浜銀行頭取 |                                                                                                  |
| 長岡實                               | 主計局長                             | 1979年（昭和54年）07月10日 － 1980年（昭和55年）06月17日 | 日本専売公社総裁 東京証券取引所理事長 |                                                                                                  |
| 田中敬                               | 主計局長                             | 1980年（昭和55年）06月17日 － 1981年（昭和56年）06月26日 | 国民公庫総裁 日本輸出入銀行総裁 横浜銀行頭取 |                                                                                                  |
| 高橋元                               | 主税局長                             | 1981年（昭和56年）06月26日 － 1982年（昭和57年）06月01日 | 国民公庫総裁 開銀総裁 |                                                                                                  |
| 松下康雄                             | 主計局長                             | 1982年（昭和57年）06月01日 － 1984年（昭和59年）06月27日 | 太陽神戸銀行頭取 さくら銀行会長 日本銀行総裁 |                                                                                                  |
| 山口光秀                             | 主計局長                             | 1984年（昭和59年）06月27日 － 1986年（昭和61年）06月10日 | 海外経済協力基金総裁 日本輸出入銀行総裁 東京証券取引所理事長 |                                                                                                  |
| 吉野良彦                             | 主計局長                             | 1986年（昭和61年）06月10日 － 1988年（昭和63年）06月15日 | 国民公庫総裁 開銀総裁 |                                                                                                  |
| 西垣昭                               | 主計局長                             | 1988年（昭和63年）06月15日 － 1989年（平成元年）06月23日 | 海外経済協力基金総裁 |                                                                                                  |
| 平澤貞昭                             | 銀行局長                             | 1989年（平成元年）06月23日 － 1990年（平成02年）06月29日 | 国民公庫総裁 横浜銀行頭取 |                                                                                                  |
| 小粥正巳                             | 主計局長                             | 1990年（平成02年）06月29日 － 1991年（平成03年）06月11日 | 公正取引委員会委員長 日本政策投資銀行総裁 |                                                                                                  |
| 保田博                               | 主計局長                             | 1991年（平成03年）06月11日 － 1992年（平成04年）06月26日 | 日本輸出入銀行総裁 国際協力銀行総裁 |                                                                                                  |
| 尾崎護                               | 国税庁長官                           | 1992年（平成04年）06月26日 － 1993年（平成05年）06月25日 | 国民公庫総裁 |                                                                                                  |
| 斎藤次郎                             | 主計局長                             | 1993年（平成05年）06月25日 － 1995年（平成07年）05月26日 | 東京金融取引所社長 日本郵政代表執行役社長 |                                                                                                  |
| 篠沢恭助                             | 主計局長                             | 1995年（平成07年）05月26日 － 1996年（平成08年）01月05日 | 国際協力銀行総裁 |                                                                                                  |
| 小川是                               | 国税庁長官                           | 1996年（平成08年）01月05日 － 1997年（平成09年）07月15日 | 日本たばこ産業会長 横浜銀行頭取会長 全国地方銀行協会会長 |                                                                                                  |
| 小村武                               | 主計局長                             | 1997年（平成09年）07月15日 － 1998年（平成10年）01月30日 | 日本政策投資銀行総裁 |                                                                                                  |
| 田波耕治                             | 内閣内政審議室長                     | 1998年（平成10年）01月30日 － 1999年（平成11年）07月08日 | 国際協力銀行総裁 |                                                                                                  |
| 薄井信明                             | 国税庁長官                           | 1999年（平成11年）07月08日 － 2000年（平成12年）06月30日 | 国民公庫総裁 株式会社日本総合研究所理事長 | 東京大学経済学部卒業                                                                             |
| 武藤敏郎                             | 主計局長                             | 2000年（平成12年）06月30日 － 2003年（平成15年）01月14日 | 日本銀行副総裁 株式会社大和総研理事長 |                                                                                                  |
| 林正和                               | 主計局長                             | 2003年（平成15年）01月14日 － 2004年（平成16年）07月02日 | 東京証券取引所自主規制法人理事長 日本取引所グループ取締役会議長 |                                                                                                  |
| 細川興一                             | 主計局長                             | 2004年（平成16年）07月02日 － 2006年（平成18年）07月28日 | 日本政策金融公庫総裁 |                                                                                                  |
| 藤井秀人                             | 主計局長                             | 2006年（平成18年）07月28日 － 2007年（平成19年）07月10日 | 日本政策投資銀行副社長 | 京都大学法学部卒業                                                                               |
| 津田廣喜                             | 主計局長                             | 2007年（平成19年）07月10日 － 2008年（平成20年）07月04日 | 早稲田大学大学院公共経営研究科教授 日本取引所グループ取締役会議長 |                                                                                                  |
| 杉本和行                             | 主計局長                             | 2008年（平成20年）07月04日 － 2009年（平成21年）07月14日 | 東京大学公共政策大学院教授 みずほ総合研究所理事長 公正取引委員会委員長 |                                                                                                  |
| 丹呉泰健                             | 主計局長                             | 2009年（平成21年）07月14日 － 2010年（平成22年）07月30日 | 読売新聞グループ本社社外監査役 内閣官房参与 日本たばこ産業会長 |                                                                                                  |
| 勝栄二郎                             | 主計局長                             | 2010年（平成22年）07月30日 - 2012年（平成24年）08月17日  | インターネットイニシアティブ特別顧問、のち同社社長 |                                                                                                  |
| 真砂靖                               | 主計局長                             | 2012年（平成24年）08月17日 - 2013年（平成25年）06月28日  | 日本テレビホールディングス株式会社取締役 日本テレビ放送網株式会社取締役 |                                                                                                  |
| 木下康司                             | 主計局長                             | 2013年（平成25年）06月28日 - 2014年（平成26年）07月04日  | 日本取引所グループ取締役会議長 日本政策投資銀行副社長・会長 コロンビア大学客員研究員 |                                                                                                  |
| 香川俊介                             | 主計局長                             | 2014年（平成26年）07月04日 - 2015年（平成27年）07月07日  | | 2015年（平成27年）8月9日死去                                                                     |
| 田中一穂                             | 主計局長                             | 2015年（平成27年）07月07日 - 2016年（平成28年）06月17日  | 日本政策金融公庫総裁 東京海上日動火災保険株式会社顧問 |                                                                                                  |
| 佐藤慎一                             | 主税局長                             | 2016年（平成28年）06月17日 - 2017年（平成29年）7月5日    | 公益財団法人国際保険振興会理事長 日本電産取締役 サントリーホールディングス顧問 サンスター顧問 第一生命経済研究所顧問                                                                                                | 東京大学経済学部卒業 退任後減給10％1カ月懲戒処分相当                                             |
| 福田淳一                             | 主計局長                             | 2017年（平成29年）07月5日 - 2018年（平成30年）4月24日    | SBI大学院大学委託講師 SBIホールディングス取締役 弁護士 | 退任後減給20％6カ月懲戒処分相当                                                                  |
| （矢野康治大臣官房長による事務代理） | （矢野康治大臣官房長による事務代理） | 2018年（平成30年）04月24日 - 2018年（平成30年）07月27日  | | 一橋大学経済学部卒業                                                                             |
| 岡本薫明                             | 主計局長                             | 2018年（平成30年）07月27日 -2020年（令和2年）07月20日    | 日本たばこ産業副会長 アクセンチュア顧問 日本生命保険特別顧問 読売新聞東京本社監査役 読売新聞大阪本社監査役 読売新聞西部本社監査役 よみうりランド監査役 ドリームインキュベータ顧問 ベクトル特別顧問 フューチャー顧問 |                                                                                                  |
| 太田充                               | 主計局長                             | 2020年（令和2年）07月20日 -2021年（令和3年）07月08日     | 日本政策投資銀行代表取締役副社長 東京海上日動火災保険特別顧問 学研ホールディングス顧問 |                                                                                                  |
| 矢野康治                             | 主計局長                             | 2021年（令和3年）07月08日 -2022年（令和4年）06月24日     | 国立大学法人一橋大学顧問 日本生命保険特別顧問 神奈川大学特別招聘教授 政策研究大学院大学経営協議会委員 | 一橋大学経済学部卒業                                                                             |
| 茶谷栄治                             | 主計局長                             | 2022年（令和4年）06月24日 -2024年（令和4年）07月5日      | 公正取引委員会委員長 |                                                                                                  |
| 新川浩嗣                             | 主計局長                             | 2024年（令和4年）07月5日-                                | | 東京大学経済学部卒業                                                                             |